# Pfarrkirche Höflein an der Donau

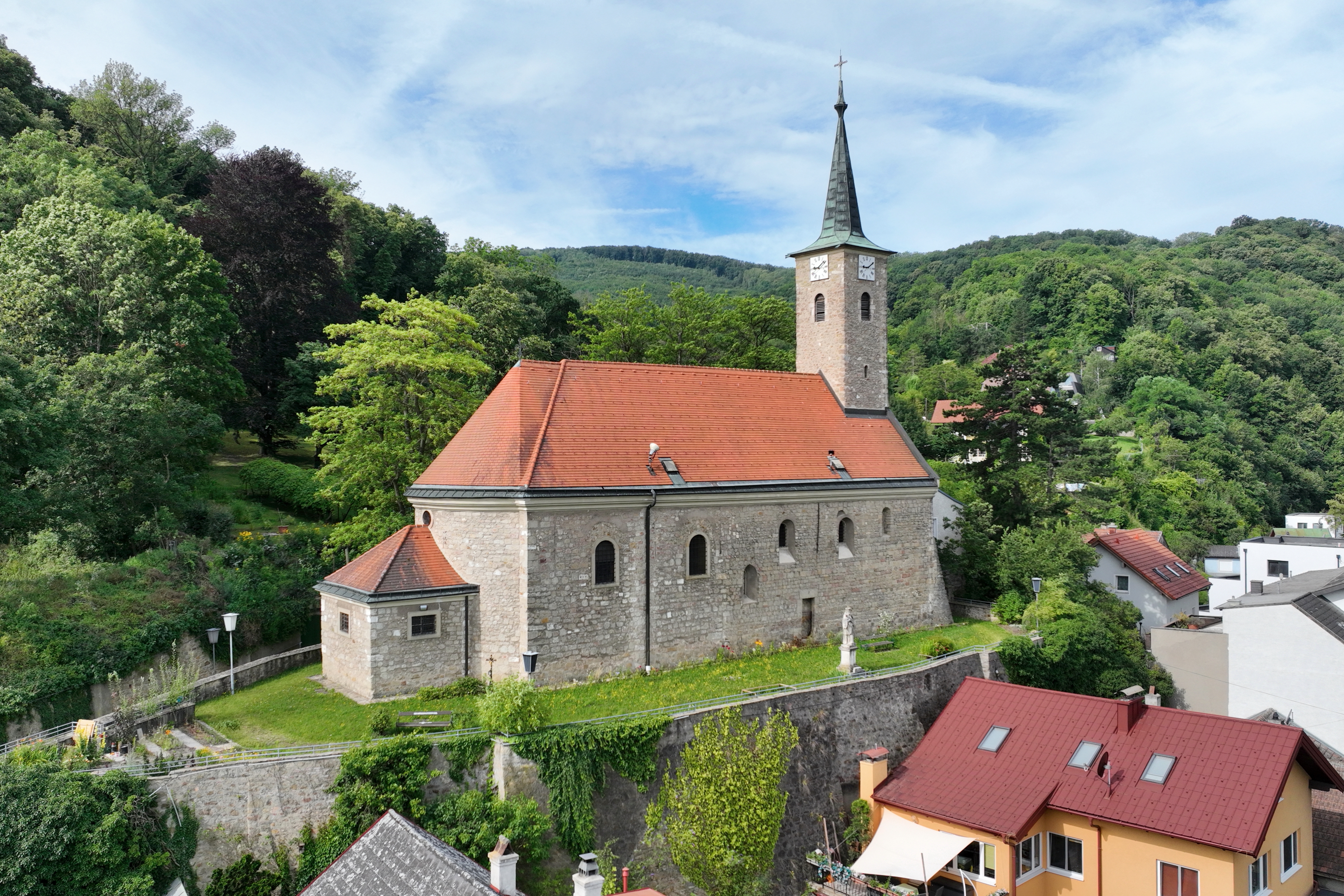
Nordostansicht der Höfleiner Pfarrkirche

Die römisch-katholische Pfarrkirche Höflein an der Donau befindet sich im Ortszentrum von Höflein an der Donau, einer Ortschaft und Katastralgemeinde der niederösterreichischen Stadtgemeinde Klosterneuburg.
Sie ist der hl. Margareta geweiht, gehört zum Dekanat Klosterneuburg der Erzdiözese Wien und wird vom Stift Klosterneuburg betreut.
Die romanische Saalkirche wurde im 12. Jahrhundert in erhöhter Lage über dem Ort als Wehrkirche, die nordseitig mit einer Bruchstein-Wehrmauer umgeben ist, errichtet. 1248 wurden das Gut und die Pfarre an das Stift Klosterneuburg verkauft und 1399 dem Stift inkorporiert. 1682 wurde der Sakralbau barockisiert und in Richtung Osten auf das Doppelte seines ursprünglichen Ausmaßes erweitert.
Der Pfarrer ist Dipl.-Ing. Mag. Reinhard Schandl, Can. Reg. vom Stift Klosterneuburg. Die Orgel aus 2023 wurde von Alois Linder im historischen Gehäuse von Franz Reusch aus 1880 gefertigt.

## Literatur

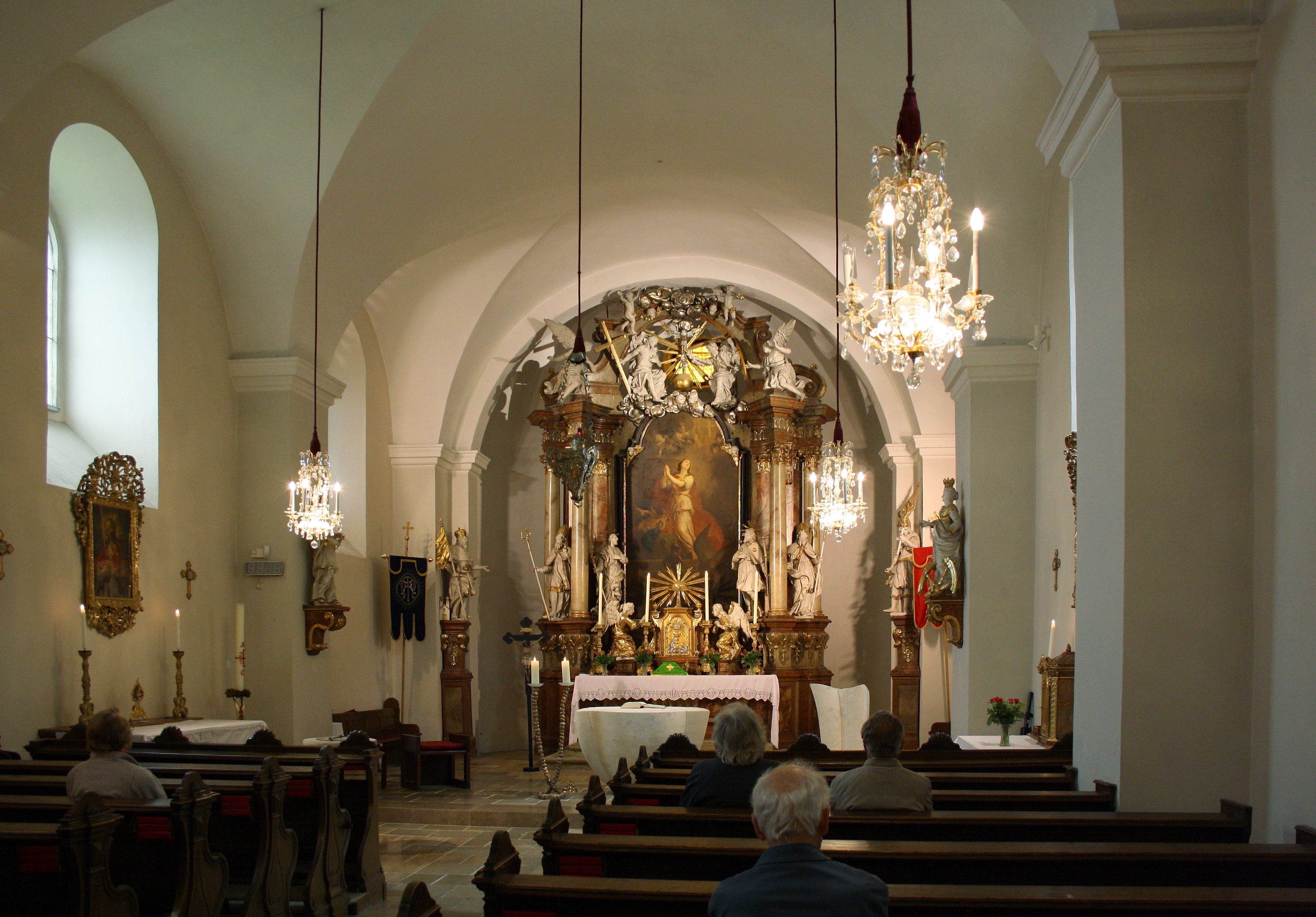
Innenansicht Richtung Hochaltar